# Lo chic radicale e Mau-mauizzando i Parapalle
Lo chic radicale e Mau-mauizzando i Parapalle (titolo originale Radical chic & Mau-mauing the Flak Catchers) è un saggio dello scrittore e giornalista statunitense Tom Wolfe, edito in originale nel 1970 e pubblicato in Italia nel 1973 da Rusconi, quindi ripubblicato nel 2005 con il titolo Radical chic: il fascino irresistibile dei rivoluzionari da salotto da Alberto Castelvecchi Editore. Raccoglie due articoli pubblicati originariamente sul periodico New York Magazine, riuniti a formare un saggio dai toni fortemente satirici riguardo alle dinamiche sociali del periodo in cui furono scritti.

## Contenuto

### Radical Chic
La prima parte del saggio si apre con la descrizione di un party serale a casa di Leonard Bernstein che vede come piatto forte la presenza di alcuni elementi di spicco delle Black Panthers, invitati per parlare della propria attività e per una raccolta fondi a supporto di alcuni militanti recentemente incarcerati. L'autore analizza quindi le tendenze riguardanti l'ascesa e l'affermazione periodica negli ambienti dell'alta società newyorkese di una Nuova Società di neoarrichiti, regolarmente contrastata dalla Vecchia New York, a cui è destinata a succedere acquisendone tutte le caratteristiche. Sempre e comunque nel segno del rifiuto totale di abitudini e stili borghesi, bersaglio del disprezzo dell'alta società di ogni tempo ed origine. Sul finire degli anni sessanta il Radical Chic diventa perciò il modello scelto per l'avvicendamento rituale tra vecchio e nuovo jet set, caratterizzandosi attraverso il sostegno a movimenti di protesta politica e sociale come l'ambientalismo, i raccoglitori d'uva californiani o le Black Panthers. Ma con l'affermarsi di questa moda vengono presto alla luce anche le sue evidenti contraddizioni, destinate proprio dopo il party nel lussuoso attico dei Bernstein a far divampare una polemica piuttosto accesa. Una serie di articoli critici su giornali di area progressista mette infatti anfitrioni e partecipanti di fronte ad una reazione che va dal perplesso allo sdegnato verso riunioni dove si mescola il facoltoso mondo dell'Upper East Side, per di più a forte componente ebraica, con movimenti rivoluzionari percorsi da evidenti pulsioni antisemite. L'accusa è di scarsa coerenza e velleitarismo, mettendo senza riguardi alla berlina l'intero movimento Radical Chic, che reagisce ripiegando velocemente su fronti di impegno meno compromettenti. Troppo tardi però per il povero Lenny Bernstein, costretto a dover subire il sarcasmo e il discredito generale.

### Mau-mauizzando i Parapalle
In questo secondo articolo, Wolfe descrive le singolari modalità con cui le istituzioni pubbliche interagivano con le minoranze disagiate nella zona di San Francisco, e come ciò avesse portato alcuni individui e gruppi allo sviluppo di tattiche mirate allo sfruttamento delle debolezze del programma povertà locale. Lo schema di comportamento adottato da chi puntava ad accreditarsi come leader di un disagio che in realtà non possedeva una struttura organizzata è definito dall'autore mau-mauismo, dal nome dei rivoltosi kenioti che pochi anni prima avevano combattuto per l'indipendenza del paese, e si caratterizzava per l'esibizione rituale di atteggiamenti esplicitamente minacciosi verso i burocrati bianchi. Per illustrare meglio il concetto viene quindi descritto un tipico confronto tra un rappresentante dell'istituzione, nel ruolo di "parapalle", ovvero bersaglio designato dai superiori per attacchi e critiche, ed un gruppo di questi autodichiarati rappresentanti delle comunità etniche, preoccupati per un possibile taglio dei fondi del programma povertà. La rappresentazione teatrale della minaccia verso il funzionario pubblico finiva per essere una pratica praticamente obbligata per avere accesso ai fondi elargiti dai vari programmi di sostegno, comportando il paradossale effetto di far spuntare leader del dissenso anche dove non esistevano minoranze in difficoltà. Tutto questo, a lungo termine, otteneva comunque il non disprezzabile effetto di un'istituzionalizzazione – che equivaleva ad una neutralizzazione - dei gruppi e della protesta di cui si facevano portatori, fossero o meno in buona fede. Verso la fine degli anni sessanta con il taglio dei fondi per il programma povertà la concorrenza tra i gruppi si era però fatta serrata, rendendo il mau-mauismo sempre meno efficace, e la conseguenza era stata la necessità di inventarsi nuove tecniche di pressione. Il saggio si chiude con un esempio di questa svolta creativa, l'invasione del Municipio di San Francisco da parte di un allegro manipolo di bambini di colore guidati da un intraprendente personaggio che dimostra di aver capito perfettamente come sfruttare i punti deboli del mondo politico per ottenere quanto voluto.

## Influenza culturale
Il primo articolo ebbe larga risonanza contribuendo notevolmente alla celebrità dell'autore, ma guadagnandogli anche l'ostilità dei bersagli della satira, messi seriamente in ridicolo dallo stile caustico ed irriverente con cui venivano descritti. Anche se non rappresentò il suo maggiore successo in termini di vendite, Wolfe disse di considerare il libro come la vetta della sua produzione letteraria, dichiarando in seguito che non avrebbe voluto cambiarne una virgola. Entrambi gli articoli compaiono nella raccolta dal titolo The Purple Decades curata dall'autore e pubblicata nel 1982.
Il successo di articolo e libro resero il termine radical chic d'uso comune per indicare in senso solitamente spregiativo esponenti dell'alta società che adottano punti di vista radicali e rivoluzionari.

## Edizioni
- Tom Wolfe, Radical Chic Il fascino irresistibile dei rivoluzionari da salotto, traduzione di Tiziana Lo Porto, 1ª ed., Alberto Castelvecchi Editore, 2005, ISBN 88-7615-095-1.